# Maďarsko-rumunská válka
Maďarsko-rumunská válka byla ozbrojený konflikt mezi Rumunským královstvím a Maďarskem (1919 Maďarskou republikou rad). Skončila vítězstvím Rumunska a svržením komunistické diktatury v Maďarsku. Konflikt byl silně spjatý s Maďarsko-československou válkou.

## Rumunská invaze do Sedmihradska
10. listopadu 1918 Rumunsko vstoupilo do první světové války na straně Dohody. 1., 7. a 8. divize Vânători de Munte byly zmobilizovány, 8. byla vyslána do Bukoviny, ostatní do Sedmihradska. 13. listopadu 7. divize vstoupila do Sedmihradska u řeky Prisăcani ve Východních Karpatech a 1. u Palanca u Bacău. Německo podepsalo mírovou smlouvu již 11. listopadu a první světová válka tím skončila, pro Maďary a Rumuny však pokračovala. 1. prosince byla zvolena Unie Transylvánie s Rumunskem, později podpořená Němci. 7. prosince rumunská vojska okupovala Brašov, 24. prosince rumunská 7. divize obsadila Kluž, 1. divize postupovala k Alba Julia, 22. ledna 1919 byla v držení Rumunů všechna území po řeku Mures. 28. února byla dohodnuta hranice Rumunska a pětikilometrové demilitarizované pásmo. Rumuni však nedokázali území ovládnout. Maďaři se pod nátlakem západních mocností začali z území stahovat 22. března.